# Canthylidia albivenata
Canthylidia albivenata là một loài bướm đêm trong họ Noctuidae.